# دتلف کاستنر
دتلف کاستنر (آلمانی: Detlef Kästner؛ زادهٔ ۲۰ مارس ۱۹۵۸) بوکسور اهل آلمان بود.